# Rene Korsitzky
Rene Korsitzky (ur. 1913, zm. 19 listopada 1948 w Landsberg am Lech) – zbrodniarz hitlerowski, członek załogi obozu koncentracyjnego Mauthausen-Gusen i SS-Unterscharführer.
Obywatel czechosłowacki. Z zawodu malarz. Członek Waffen-SS od 11 listopada 1938. Korsitzky został skierowany do kompleksu obozowego Mauthausen 1 lutego 1942 i przebywał tam do maja 1943. Sprawował wówczas rozmaite funkcje, między innymi blokowego (Blockführera) oraz kierownika komanda więźniarskiego w części obozu przeznaczonej dla jeńców radzieckich i komanda budowlanego. Wielokrotnie brał udział w masowych egzekucjach oraz dokonywał zabójstw indywidualnych.
Korsitzky został osądzony w dwudziestym pierwszym procesie załogi Mauthausen-Gusen przed amerykańskim Trybunałem Wojskowym w Dachau. Skazano go na karę śmierci przez powieszenie. Wyrok wykonano 19 listopada 1948 w więzieniu Landsberg.